# Poul Skibsted
Poul Frederik Skibsted (ved dåben: Povel Friderich) (23. maj 1753 i København – 21. september 1812 sammesteds) var en dansk højesteretsadvokat og generalfiskal.
Hans forældre var brygger og grosserer i København Michael Skibsted (1699-1775) og Johanne Angelberg (1719-1772, gift 1. gang 1747 med brygger Christopher Klog, ca. 1705-1750). Skibsted blev student 1771, privat dimitteret, og cand. jur. 1774, udnævntes 1776 til højesteretsadvokat og 1789 til generalfiskal. Han var en dygtig og samvittighedsfuld advokat og blev meget benyttet; især af godsejere og de store handelshuse. Som generalfiskal faldt det i hans lod at være aktor i en række af tidens kendte pressesager, således (1798) mod Malthe Conrad Bruun i anledning af dennes skrift Aristokraternes Catechismus, hvilken sag endte med Bruuns udvisning, mod P.A. Heiberg — der har kaldt Skibsted for Christian Colbiørnsens »Bulbider« — og (1794) mod bogtrykker K.H. Seidelin. I disse sager forfulgte han på regeringens vegne skarpt de nye oplysningsideer, der lå langt fra hans egne konservative holdninger. Fra 1793 var han deliberationskommitteret i Kjøbenhavns Brandforsikring. Han blev justitsråd 1793.
Han blev gift 5. maj 1779 i Trinitatis Kirke med Christina Magdalena de Fine Olivarius (15. september 1756 i København – 14. januar 1817 sammesteds), datter af kontrollør, senere bogholder ved Banken Arnoldus de Fine Olivarius (1718-1804) og Pauline Susanne Marie Baumann (1726-1799).
Han er begravet på Assistens Kirkegård. Der findes en miniature i voks af ukendt (familieeje). Tegning (Højesteret). Stik af Andreas Flint.